# Inscripció Reial d'Ekron
La inscripció reial d’Ekron és una dedicatòria gravada en una pedra calcària rectangular, trobada a finals de l’excavació d’estiu al jaciment de Tel Miqne l’any 1996. Aquest jaciment es relaciona, per les excavacions del 1958 de Joseph Naveh, amb l’antiga ciutat d’Ekron, a uns 35 km aproximadament de Jerusalem, a l’actual Israel.
Data de la primera meitat del segle VII aC i està escrita en llengua fenícia. El text, repartit en cinc línies, és una dedicació d’un temple per part del rei Ikausu, fill de Padi, i fa referència a una divinitat femenina desconeguda per el moment. Aquesta inscripció és una font important per a l’estudi de la cultura filistea, especialment pel que fa a l’organització política, la religió i les relacions amb els imperis del Pròxim Orient Antic.
Avui dia es troba exposada en el Museu d’Israel a la ciutat de Jerusalem.

## Context històric
La inscripció se situa en un moment clau del Pròxim Orient Antic, aproximadament al segle VII aC. En aquesta època, la regió de Canaan, on es trobava la ciutat d'Ekron, era un territori disputat i molt influït per les grans potències imperials del moment.
Ekron, identificada actualment amb el jaciment arqueològic de Tel Miqne, va ser fundada durant l’Edat del Ferro, aproximadament al segle XII aC. Segons la Bíblia, formava part del conjunt de les cinc ciutats principals dels filisteus: Ekron, Gaza, Ascaló, Ashdod i Gath. D’origen encara incert, es creu que el poble dels filisteus provenia del Mediterrani, possiblement de Creta, Anatòlia o altres zones de l’Egeu. Van arribar a la costa sud de Canaan durant les grans migracions del final de l’edat del bronze i van establir una cultura pròpia, que combinava elements locals amb influències exteriors. Amb el pas del temps, es van caracteritzar per les seves habilitats militars, comercials i artesanals.
Les excavacions a Tel Miqne han revelat que el lloc va estar ocupat en nou períodes principals, des de l’Edat del Bronze Mitjà II (cap al 1600 aC) fins a l’Edat del Ferro II (segle VII aC). Aquest llarg procés d’ocupació ha permès als arqueòlegs identificar diferents fases de desenvolupament de la ciutat d’Ekron, entre les quals destaquen tres grans etapes urbanes relacionades amb el període filisteu.

## Descobriment
La peça fou descoberta l'any 1996, durant les excavacions arqueològiques al jaciment de Tel Miqne, a l’actual Israel, a prop de la ciutat de Kibbutz Revadim.
Les excavacions van començar als anys 50 amb Joseph Naveh, però els treballs sistemàtics i intensius no es van dur a terme fins a les dècades de 1980 i 1990, sota la direcció dels arqueòlegs Trude Dothan i Seymour Gitin, en una excavació conjunta de l'Hebrew University de Jerusalem i el W.F. Albright Institute of Archaeological Research. L'objectiu d’aquests treballs era entendre millor la cultura filistea i la seva evolució dins del context de l’antic Pròxim Orient.
Durant les campanyes d’excavació, els investigadors van descobrir restes monumentals de gran importància, com un complex palatí i un gran temple, que formaven part del centre administratiu i religiós de la ciutat en la seva darrera etapa (Ekron III, segle VII aC). Va ser dins el Temple Complex 650, adjacent al palau reial, on es va trobar aquesta inscripció completa i ben conservada. Més concretament es creu que estava a la paret de l’oest de l’entrada del santuari, punt clau, destacat, a la vista de tothom, per tal de ser llegida amb facilitat, com a element d’atenció.
És considerada una de les troballes més importants d’aquella dècada, ja que uneix les fonts escrites, la Bíblia i l’arqueologia. A més, es tracta d’una de les poques inscripcions reials conegudes dels filisteus, dels quals s’han conservat poques fonts escrites pròpies. Des del seu descobriment, la inscripció d’Ekron és una peça clau per a l’estudi de la política, la religió i la identitat dels filisteus en els darrers moments del seu domini.

## Text
La inscripció està completa i es llegeix de dreta a esquerra. Està escrita en alfabet fenici, tot i que la llengua es la cananea. Consta de cinc línies, 72 lletres i 21 paraules, les quals estan separades per punts incisos, a excepció de l’última. D’aquestes paraules, 7 són noms propis, i dins aquests, un topònim, un teònim femení i cinc antropònims masculins; cinc són verbs; i les nou restants són substantius.

El text s'ha transcrit i traduït com:
| 𐤟𐤁𐤕𐤟𐤁𐤍𐤟𐤀𐤊𐤉𐤔𐤟𐤁𐤍𐤟𐤐𐤃𐤉𐤟𐤁𐤍 |

bt·bn·ʾkyš·bn·pdy·bn·

El temple que ell construí, -ky-š fill de Padi,
| 𐤉𐤎𐤃𐤟𐤁𐤍𐤟𐤀𐤃𐤀𐤟𐤁𐤍𐤟𐤉𐤏𐤓𐤟𐤔𐤓𐤏𐤒 |

ysd·bn·ʾdʾ·bn·yʿr·śrʿq

fill de Yasid, fill d’Ada, fill de Ya'ir, governant
| 𐤓𐤍𐤟𐤋𐤐𐤕[ | ]𐤉𐤄𐤟𐤀𐤃𐤕𐤄𐤟𐤕𐤁𐤓𐤊𐤄𐤟𐤅𐤕 |

rn·lpt[ ]yh·ʾdth·tbrkh·wt

d'Ekron, per a seva senyora Pt [] yh. Que ella el beneeixi
| 𐤟𐤔𐤌⸢𐤓⸣𐤄𐤟𐤅𐤕𐤀𐤓𐤊𐤟𐤉𐤌𐤄𐤟𐤅𐤕𐤁𐤓𐤊 |

šm⸢r⸣h·wtʾrk·ymh·wtbrk·

i protegeixi, prolonguí els seus dies i beneeixi
| 𐤀⸣𐤓⸢𐤑⸣𐤄⸣ |

⸢ʾ⸣r⸢ṣ⸣h
la seva terra

## Interpretació
La seva traducció i contingut ens permeten entendre com els reis filisteus fonamentaven el seu poder davant del poble menut.
El text comença citant la construcció d’un temple, que s’atribueix al rei Ikausu (ʾkyš), fill de Padi i descendent d’una genealogia de cinc generacions. Aquesta enumeració es fa expressament, per reforçar l’autoritat dinàstica del monarca i la continuïtat del seu llinatge. A més, cal destacar que el nom d’Ikausu coincideix amb el d’un rei mencionat als arxius assiris, cosa que ajuda a confirmar l’equivalència entre la ciutat excavada a Tel Miqne i l’Ekron històrica.
Tot seguit, s’esmenta que el temple està dedicat a Pt[]yh (Pt[g]yh). Aquest nom ha generat debat entre especialistes, ja que es tracta d’un teònim que no apareix en altres textos coneguts. Algunes teories apunten que podria ser una divinitat local filistea, potser relacionada amb cultes egeus o cananeus. Altres autors, com E. Puech i A. Gianto, han suggerit possibles relacions amb divinitats femenines semites com Astarte o Anat, o fins i tot una forma local d’una deessa protectora de la ciutat. El fet que se la designi com a "seva senyora" reforça la idea d’un culte central i protector cap a una dona, vinculat directament a la legitimitat del rei.
El final del text és una oració que demana protecció, benedicció i prosperitat per al rei i per a la seva terra. Són estructures similars a altres inscripcions de l’antiguitat i que mostren una clara voluntat de tenir el suport diví per garantir el benestar del regne. Aquesta demanda d’intervenció dels déus, exposada en un espai públic, religiós, de culte, reflecteix la connexió entre el monarca i els éssers superiors, sobretot en un moment on la presència assíria a la regió feia encara més necessària la reafirmació del poder local.